# Эрханберт (епископ Фрайзинга)
Эрханберт (Эрхамберт; нем. Erchanbert, лат. Erchambertus; умер 1 августа 854) — епископ Фрайзинга с 835 года; святой, почитаемый в Католической церкви (день памяти — 1 августа).

## Биография
Также как и три его предшественника в сане главы Фрайзингской епархии Эрханберт был выходцем из знатного баварского рода Хуоси. Вероятно, ещё в детстве он был предназначен для церковной жизни, и для обучения отдан в школу при кафедральном соборе Фрайзинга. Находясь на попечении своего дяди, епископа Гитто, Эрханберт получил хорошее для того времени образование. Позднее, уже став епископом, Эрханберт особо заботился о просвещении клира и покровительствовал библиотеке, существовавшей при кафедральном соборе. Самому Эрханберту приписывается авторство двух сочинений: письма о перенесении мощей святого апостола Варфоломея в Баварию и небольшого извлечения из трудов по истории франков, кратко описывающего события 613—727 годов. Однако несколько других трудов теологического и исторического характера, написанных в IX веке одноимённым Эрханберту уроженцем Фрайзинга, в настоящее время считаются не имеющими к епископу отношения.
После смерти в 835 году епископа Гитто Эрханберт сам взошёл на епископскую кафедру Фрайзинга. Первое упоминание о нём как о епископе датировано 26 января 836 года. Вместе с другими знатными баварцами Эрханберт участвовал в 843 году в Вердене в подписании мирного договора, завершившего войну между сыновьями Людовика I Благочестивого, и его имя стоит под текстом этого документа. Не позднее 844 года Эрханберт получил от короля Восточно-Франкского государства Людовика II Немецкого власть над ранее принадлежавшим императору богатым Кемптенским монастырём, будучи назначенным преемником скончавшегося в 840 году аббата Тотто I. Всего же от времени Эрханберта сохранилось около 130 дарственных актов, переданных германской знатью Фрайзингской епархии. К 842 и 845 годам относятся первые свидетельства о составе клира кафедрального собора, состоявшего не только из священников и монахов, но и из каноников.
Эрханберт скончался 1 августа 854 года и был похоронен в находившейся в Домберге капелле Святого Петра. Перед сносом этого здания во время секуляризации в Баварии останки епископа были 19 апреля 1803 года перенесены во Фрайзингский собор. Преемником Эрханберта в сане епископа с согласия Людовика II Немецкого стал Анно. Таким образом, Эрханберт стал последним представителем рода Хуоси, занимавшим епископскую кафедру во Фрайзинге.
Вскоре после смерти Эрханберт стал почитаться как один из покровителей Фрайзингской епархии. Впоследствии он был причислен к лику блаженных.